# Riksvärnet
Riksvärnet (ty. Reichswehr) var den tyska försvarsmaktens namn i Weimarrepubliken 1921–1933 samt i Tredje riket 1933–1935. Riksvärnet var indelat i Reichsheer (armé) och Reichsmarine (flotta). Tyskland var förbjudet att ha ett flygvapen. Reichswehr blev 1935 Wehrmacht.

## Storlek

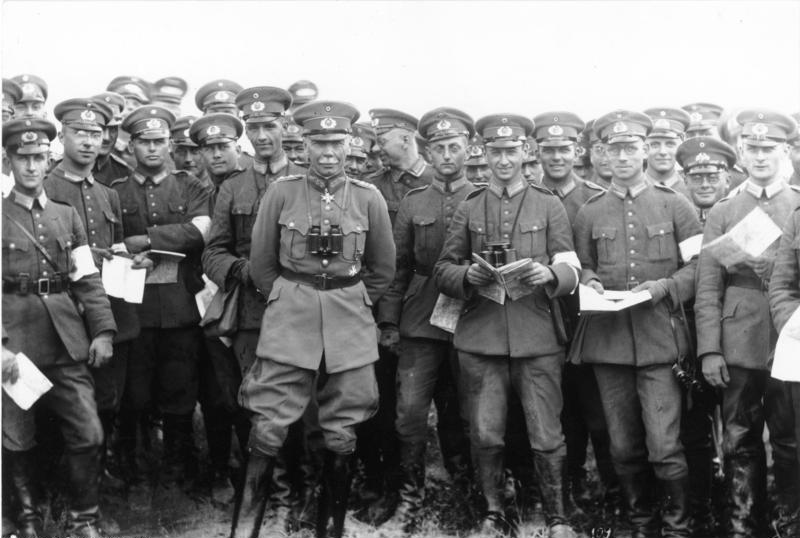
Hans von Seeckt vid en militärövning i Thüringen, 1925.

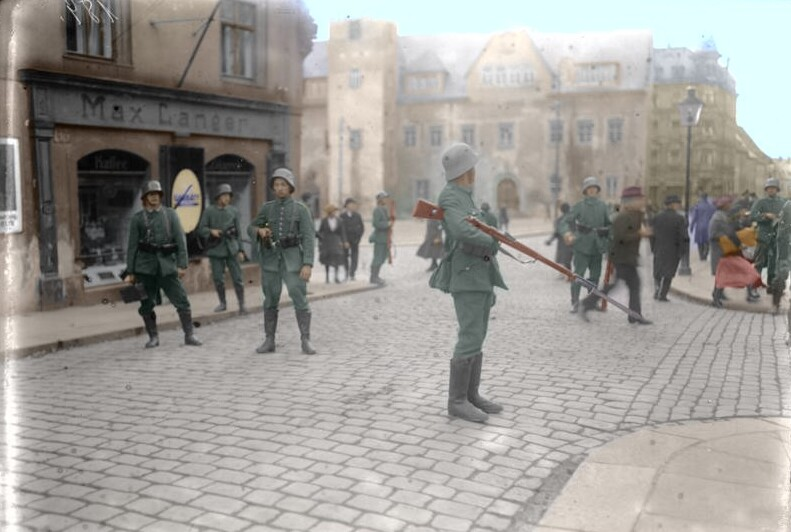
Riksvärnssoldater slår ner ett kommunistiskt upprorsförsök 1923.

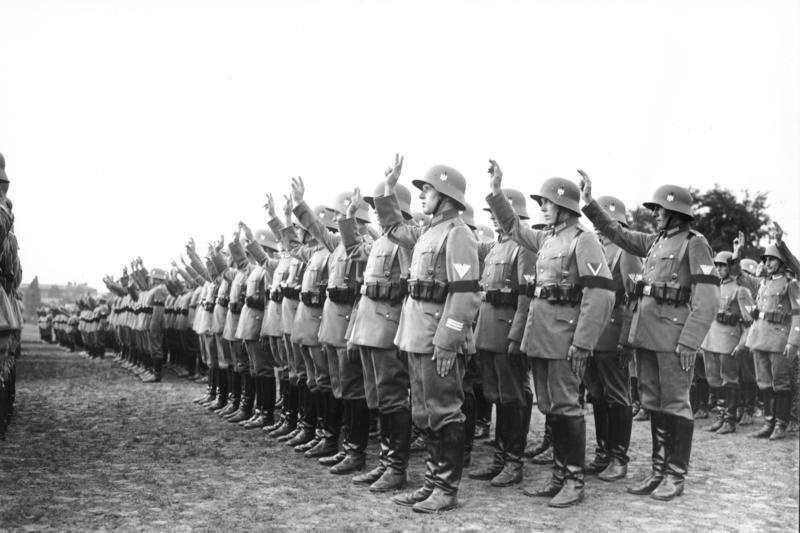
Riksvärnssoldater svär Hitler tro och lydnad i augusti 1934.

Riksvärnets storlek var begränsad av bestämmelser som skapades i samband med Versaillesfreden. Reichswehr bestod av en ca 100 000 man stark yrkesarmé. Marinen hade 15 000 man. Stridsflygplan, större örlogsfartyg, och pansarfordon var förbjudna. Artilleriet fick inte ha en kaliber över 10,5 cm. Därmed kom Reichswehr att bli en elitstyrka där kvalitet gick före kvantitet på soldatmaterialet. Reichswehr praktiserade en mycket sträng disciplin och ställde höga fysiska krav på soldaten.

## Tillkomst
I oktober 1919 skapades en övergångsarmé som ersatte den tidigare kejserliga armén. Den 1 januari 1921 följde skapandet av Riksvärnet, Reichswehr. Under de första åren kännetecknades Riksvärnet av sin inblandning i strider med den politiska vänstern och samarbetet med de nationalistiska frikårerna (Freikorps). Frikårerna låg bland annat bakom nedslagningarna av Spartakistupproret 1919 och Röda Ruhrarmén i Rhenlandet. Riksvärnet förhöll sig passivt i samband med Kappkuppen.

## Samarbete med Sovjetunionen
Redan 1921 inledde Tyskland ett hemligt militärt samarbete med Sovjetunionen. Avtalet gick ut på att Sovjetunionen i utbyte mot bland annat militärutbildning av tysk personal tillbaka erhöll teknisk kompetens. 1925 skrevs Locarnofördraget under och 1926 gick Tyskland med i Nationernas förbund.

## Stat i staten
Riksvärnet har betecknats som en stat i staten. Den militära ledningen ansåg sig lyda under staten och inte statsformen. Riksvärnet motsvarande inte samhällets sammansättning och saknade folklig förankring. Ofta ledde detta till spänningar mellan den militära och politiska ledningen. Många av underbefälen och officerarna kom från den tidigare kejserliga tyska armén och var veteraner från första världskriget. Många av dem hade en konservativt monarkistisk värdegrund. 
Soldaterna rekryterades främst från den tyska landsbygden då folk där ansågs besitta kroppsliga fördelar. Riksvärnet ansåg också att de till skillnad från folk i städerna var befriade från socialdemokratiska värderingar. Riksdagspresidenten Paul Löbes försök att skapa en försvarsmakt där rekryter togs in utan politiska motiv motarbetades. Många av de rekryterade soldaterna kom även från radikalt högerextrema frikårer. Adolf Hitlers maktövertagande underlättades av att många av riksvärnets soldater och officerare hade sympatier för nazismen.

## Riksvärnet i Tredje riket
Hitler ersatte riksvärnet med Wehrmacht 1935, då allmän värnplikt infördes i Tyskland. Han bröt därmed mot Versaillesfördraget och de restriktioner som fanns för den tyska militären.